# IC 342
IC 342 é uma galáxia espiral intermediária na direção da constelação de Camelopardalis. A galáxia está localizada perto do equador galáctico e obscurecida parcialmente, é um pouco difícil de se observar mesmo por astronômos amadores e profissionais.
IC 342 é uma das duas galáxias mais brilhantes no no Grupo IC 342/Maffei de galáxias, um dos grupos de galáxias mais próximos do Grupo Local. A galáxia foi descoberta po W. F. Denning em 1895. Edwin Hubble mostra primeiro que ela está no Grupo Local, mas depois, foi demonstrado que a galáxia está fora do Grupo Local. Ela tem um núcleo H II.